# Ağgöl
Ağgöl är en sjö i Azerbajdzjan.   Den ligger i distriktet Ağcabədi, i den centrala delen av landet, 190 kilometer väster om huvudstaden Baku. 
Omgivningarna runt Ağgöl är i huvudsak ett öppet busklandskap. Runt Ağgöl är det ganska tätbefolkat, med 67 invånare per kvadratkilometer.